# Filet fantôme

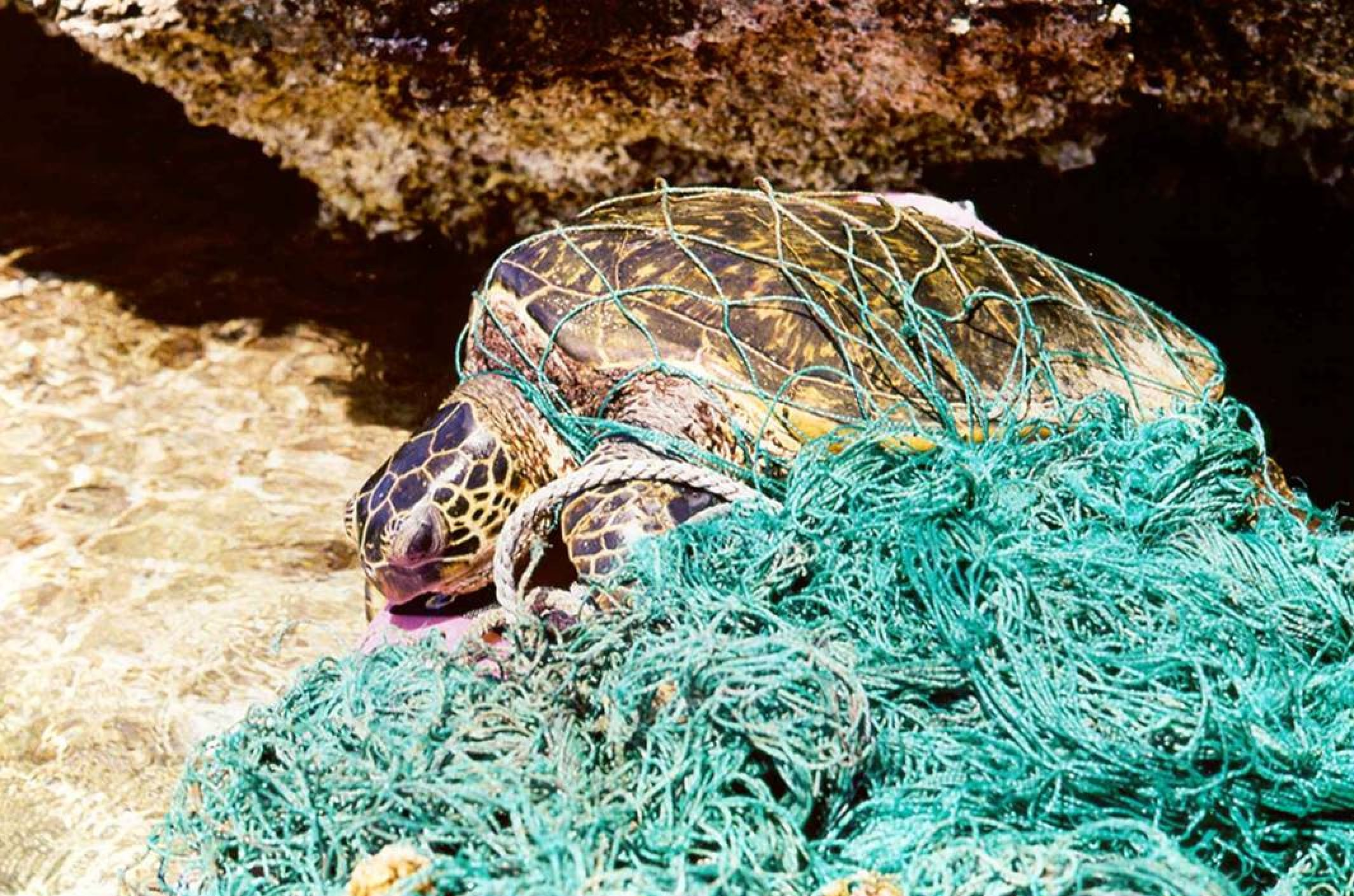
Une tortue de mer emmêlée dans un filet fantôme.

Les filets fantômes sont des filets de pêche qui ont été volontairement laissés ou perdus dans l'océan par des pêcheurs. 
Ces filets, souvent presque invisibles par manque de lumière, peuvent s'emmêler sur des récifs rocheux ou dériver en pleine mer. Ils peuvent prendre au piège poissons, dauphins, tortues de mer, requins, dugongs, crocodiles, oiseaux de mer, crabes et autres animaux, mais aussi des plongeurs humains ou encore des nageurs en eau libre. Les filets fonctionnent comme prévu et limitent les mouvements des animaux, leur infligeant lacérations et infections, et causant leur mort de faim ou par asphyxie pour ceux qui doivent retourner à la surface pour respirer. Lorsqu'un plongeur est pris au piège, on parle d'enchevêtrement. Le port d'un couteau de plongée, d'un coupe-ligne ou de cisailles de plongée permet en partie de faire face à ces situations.

## Description

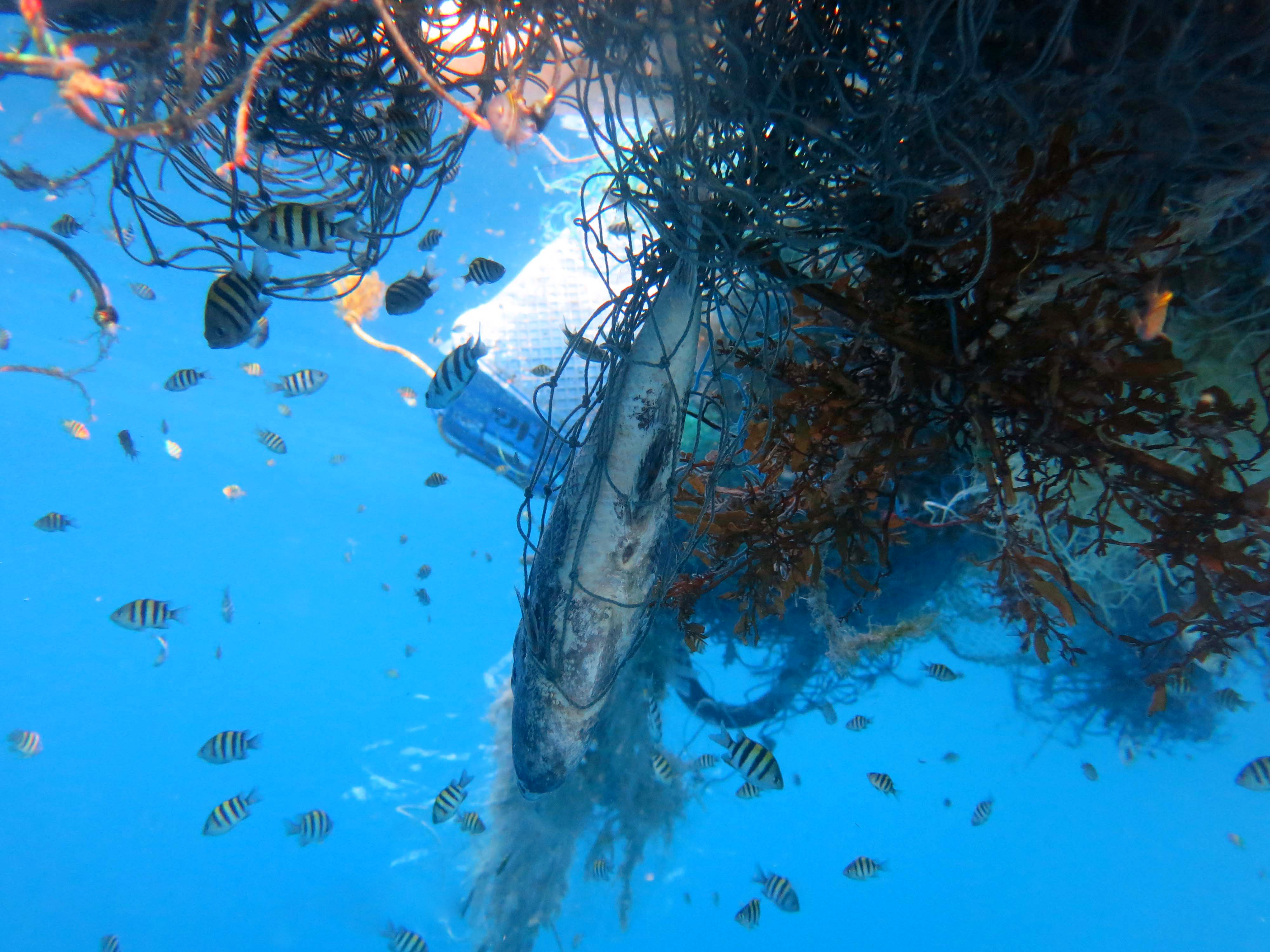
De nombreuses espèces marines, dont tortues, requins, baleines, dauphins et dugongs, sont pris au piège dans les filets fantômes. La plupart de ces accidents ne sont pas enregistrés.

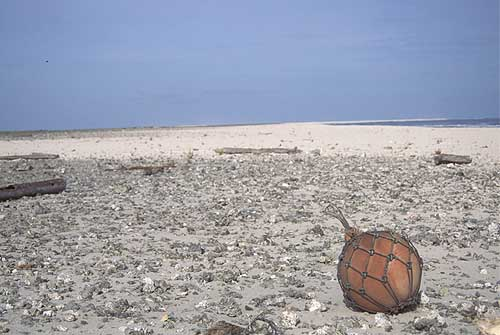
Un flotteur en verre échoué sur la plage. De nombreux flotteurs pour filets de pêche échouent sur les plages des îles du Pacifique. La perte de leurs flotteurs laisse les filets de pêche à la dérive dans l'océan, où ils continuent à piéger poissons, oiseaux et mammifères marins.

Certains pêcheurs professionnels utilisent des filets maillants. Ceux-ci sont suspendus dans la mer par des bouées (ou autrefois des flotteurs en verre), le long d'un des côtés du filet. De cette façon, ils forment un mur vertical pouvant mesurer jusqu'à plusieurs centaines de mètres de long où tout poisson d'une certaine taille est capturé. Au bout d'une certaine durée, ces filets sont normalement ramassés et les poissons, récupérés par les pêcheurs.
Dans le cas contraire, le filet peut continuer à capturer des poissons jusqu'à ce que leur poids dépasse la flottabilité des bouées. Le filet et les poissons piégés coulent alors au fond des eaux, où les poissons sont dévorés par les crustacés et autres poissons des profondeurs. Puis les bouées font remonter le filet et le cycle se répète. Compte tenu des matériaux synthétiques de haute qualité aujourd'hui, les dommages peuvent se poursuivre pendant longtemps.
Le problème des filets fantômes s'étend aux équipements fantômes en général ; des pièges à crabes ou casiers à l'ancienne, sans le panneau rotatif obligatoire, tapissent également les fonds où ils deviennent des pièges à appât qui continuent à capturer des crabes pendant des années. Même une ligne de pêche emmêlée en boule peut être mortelle pour nombre de créatures dont les oiseaux et les mammifères marins. Le temps passant, les filets s'emmêlent de plus en plus. En général, les poissons sont moins susceptibles d'être piégés par du matériel abandonné depuis longtemps.
Les pêcheurs abandonnent parfois leurs filets usés car c'est souvent le moyen le plus simple de s'en débarrasser.
Le gouvernement français a offert une récompense pour les filets fantômes remis aux garde-côtes locaux sur des portions de la côte normande entre 1980 et 1981. Le projet a été abandonné lorsque les gens ont vandalisé des filets pour réclamer des récompenses sans avoir récupéré quoi que ce soit des eaux.
En septembre 2015, la Global Ghost Gear Initiative (GGGI) a été créée par la Société mondiale de protection des animaux pour donner plus de visibilité à cette cause particulière.
Parfois employé, le terme ALDFG signifie « engins de pêche abandonnés, perdus ou jetés » (en anglais : « abandoned or lost or discarded fishing gear »).

## Impact environnemental
De 2000 à 2012, le Service national de la Pêche maritime américain a signalé en moyenne 11 grandes baleines empêtrées dans des filets fantômes chaque année le long de la côte ouest des États-Unis. Ainsi, de 2002 à 2010, 870 filets ont été récupérés dans l'État de Washington , ayant piégé plus de 32 000 animaux marins.
On estime que les engins fantômes représentent 10 % (640 000 tonnes) de tous les déchets marins
On estime que 46% du vortex de déchets du Pacifique nord est constitué de plastiques liés à la pêche.
Selon la SeaDoc Society, chaque filet fantôme tue l'équivalent financier de 20 000 $ de crabes dormeurs en 10 ans. L'institut de science marine de Virginie a calculé que les casiers à crabes fantômes capturent 1,25 million de crabes bleus chaque année, rien que dans la baie de Chesapeake.
En mai 2016, l'autorité australienne de gestion de l'industrie de la pêche (Australian Fisheries Management Authority, AFMA) a récupéré 10 tonnes de filets abandonnés au sein des périmètres de la Zone Économique Exclusive australienne et de la zone protégée du détroit de Torrès. Une tortue protégée a été secourue.

## Solutions

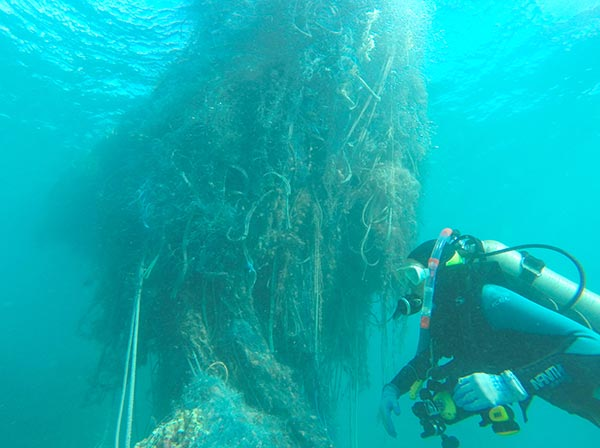
Filet fantôme gigantesque

### Matériaux et pratiques alternatifs
Contrairement aux filets de pêche synthétiques, les filets de pêche biodégradables se décomposent naturellement sous l'eau après un certain temps. Des filets de pêche en fibre de coco sont fabriqués dans le commerce et sont donc une solution pratique pouvant être adoptée par les pêcheurs,.
Des technologies de marquage et de suivi du matériel de pêche, y compris la localisation par GPS, sont envisagées pour promouvoir une plus grande responsabilisation et transparence.

### Collecte et recyclage
Légaliser la récupération de matériel et mettre en place des systèmes de gestion des déchets sont des mesures nécessaires pour gérer et atténuer l'impact du matériel de pêche abandonné, perdu ou jeté en mer. La société Net-works a élaboré une solution pour recycler en dalles de moquette les filets de pêche rejetés.
Depuis 2008, l'initiative américaine Fishing for Energy a collecté 1 270 tonnes de matériel de pêche et, en partenariat avec Covanta Energy, en a extrait suffisamment d'énergie par incinération pour alimenter en électricité 182 maisons pendant un an,.
Un plan visant à protéger les mers britanniques de la pêche fantôme a été soutenu par la commission des pêches du Parlement européen en 2018. Le député John Flack, qui dirigeait le comité, a déclaré : « Les filets de pêche abandonnés polluent nos mers, gâchent les réserves de poissons et tuent indifféremment les baleines, les otaries ou même les dauphins. La tragédie de la pêche fantôme doit cesser ».
Certains programmes d'élimination des filets tels que Fishing for Litter encouragent la collecte et l'élimination responsable du matériel de pêche en fin de vie. Ces initiatives s'attaquent à la cause première de nombreux abandons des filets, à savoir le coût financier de leur élimination.
Les filets de pêche sont souvent fabriqués à partir de plastiques de très haute qualité pour assurer une résistance appropriée, ce qui les rend adaptés au recyclage. Certaines initiatives comme Healthy Seas mettent en relation des projets de nettoyage environnemental avec les fabricants pour réutiliser ces matériaux. Des marques telles que Waterhaul et Econyl ont recyclé des filets usés en fils et en produits de consommation.